# 타지크 자치 소비에트 사회주의 공화국

타지크 자치 소비에트 사회주의 공화국의 기

타지크 자치 소비에트 사회주의 공화국(러시아어: Таджикская Автономная Социалистическая Советская Республика, 타지크어:Республикаи Автономии Советии Социалистии Точикистон)은 1924년 10월 14일부터 1929년 10월 26일까지 있었던 우즈베크 소비에트 사회주의 공화국내의 자치공화국이었다. 수도는 스탈리나바드이였고 면적은 135,600km²(1926년), 143,100km²(1929년)였으며 인구는 827,200명(1926년)이었다.